# Barranc de la Barraqueta
El Barranc de la Barraqueta és un curs fluvial del terme de Reus a la comarca catalana del Baix Camp.
És el barranc més occidental del terme de Reus. A la part alta se n'hi diu el Barranc dels Copons, ja que travessa en aquella banda la Partida de Copons. El seu curs va per la partida coneguda com a Terme de Reus, passa a la vora oest de la Barraqueta i sota el Mas de les Ànimes s'ajunta amb el Barranc del Tecu o del Mas del Coll, formant el Barranc del Roquís o, més avall, de Pedret.